# 群島領主
群島領主（英語：Lord of the Isles 或 King of the Isles）是中世紀蘇格蘭王國封建貴族的頭銜。群島領主原是蓋爾人在九世紀建立的政權群島王國的君主使用的稱號，又被稱做「群島之王」。

群島領主徽章

群島王國的範圍包含曼島、赫布里底群島以及阿蓋爾部分地區。十二世紀起，蘇格蘭的唐納德氏族取得了群島控制權，並自稱群島領主。十五世紀時，群島領主羅斯伯爵約翰·麥克唐納德與英格蘭國王愛德華四世私下簽訂西敏條約（1462年），商議若英格蘭征服蘇格蘭，在福斯灣以北的地區將由他與道格拉斯氏族瓜分；1493年蘇格蘭國王詹姆斯四世宣布將約翰·麥克唐納德的頭銜廢除，財產充公。在那之後，「群島領主」成為蘇格蘭王儲，以及在十八世紀後，英國王儲使用的頭銜。現任英國王儲威爾斯親王威廉的頭銜中即包含“群島領主”稱號。